# Panacée (médicament)

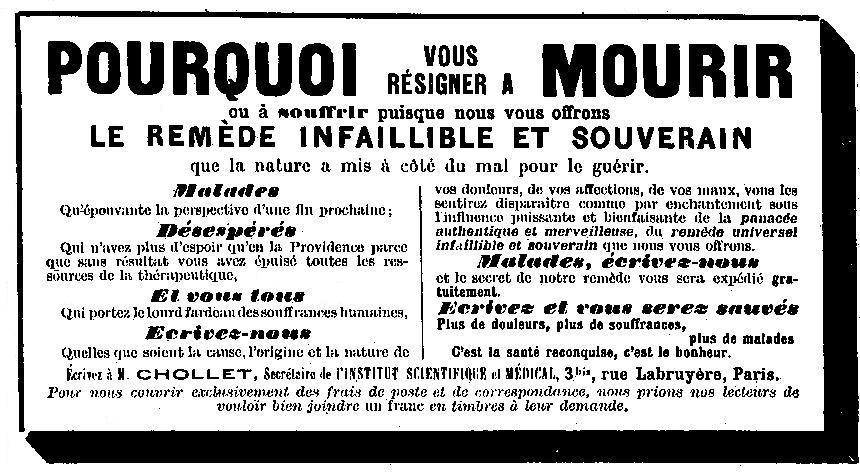
Publicité pour une panacée en 1903.

En pharmacie, une croyance a longtemps eu cours selon laquelle pouvait exister un remède efficace contre un grand nombre de maladies. On appelait ce remède la thériaque ou la panacée. Ce mot entra dans le langage courant au Moyen Âge.
Aujourd'hui, on l'utilise de façon souvent ironique pour désigner un objet, une idée, un concept qui semble être — ou que certains veulent faire passer pour — le remède à tous les maux ou tout un ensemble de maux. Le mot est parfois redoublé, on ne parle plus simplement de « panacée », mais de « panacée universelle », ce qui est un pléonasme.
Le ginseng appartient au genre panax, traduction latine de Panákeia. La centaurée était autrefois considérée comme une panacée, son nom évoquant le centaure Chiron, qui enseigna la médecine à Asclépios, l'Esculape romain.